# نورسته
نورسته (به لاتین: Nurste) یک منطقهٔ مسکونی در استونی است که در دهستان اماسته واقع شده‌است.